# Rusy
Rusy [ˈrusɨ] (tiếng Đức: Rossen)  là một ngôi làng ở quận hành chính của Gmina Braniewo, trong huyện Braniewski, Warmińsko-Mazurskie, ở miền bắc Ba Lan, gần biên giới với Kaliningrad của Nga. Nó nằm khoảng 5 kilômét (3 mi)   phía bắc Braniewo và 84 km (52 mi) phía tây bắc của thủ đô khu vực Olsztyn.
Làng có dân số 24 người.